# Епархия Покрова Пресвятой Богородицы в Буэнос-Айресе
Епархия Покрова Пресвятой Богородицы в Буэнос-Айресе (укр. Буенос-Айреська єпархія Покрови Пресвятої Богородиці, лат. Eparchia Sanctae Mariae a Patrocinio Bonaërensis Ucrainorum, исп. Eparquía de Santa María del Patrocinio en Buenos Aires de los ucranios) — епархия Украинской грекокатолической церкви с центром в Буэнос-Айресе, столице Аргентины. Кафедральным собором епархии является собор Покрова Пресвятой Богородицы в Буэнос-Айресе. Престол епархии Sede Vacante с 10 апреля 2010 года. С 22 июня 2011 года епархией управляет апостольский администратор епископ Даниил Козлинский.

## Территория
К епархии относятся все украинские греко-католики, проживающие в Аргентине. По данным папского статистического ежегодника Annuario Pontificio за 2010 год епархия насчитывает около 160 тыс. верующих. Из них 60 тыс. живут в столице и провинции Буэнос-Айрес, 30 тыс. — в провинции Мисьонес, 20 тыс. — в провинциях Чако и Формоса. Епархия имеет 18 церквей и 36 часовен и издаёт двуязычную газету «Голос украинской церкви».

## История
В 1961 году для пастырской опеки над украинскими греко-католиками был назначен епископ Андрей (Сапеляк) как епископ-помощник римско-католического архиепископа Буэнос-Айреса. В том же году был заложен первый камень под строительство будущего кафедрального собора.
9 февраля 1968 года Папа Римский Павел VI основал апостольский экзархат для украинских греко-католиков, проживающих в Аргентине.
7 сентября 1968 года Верховный архиепископ Иосиф Слипый освятил кафедральный собор Покрова Пресвятой Богородицы в Буэнос-Айресе.
24 апреля 1978 года Папа Римский Павел VI апостольской конституцией Cum praeterito повысил экзархат до ранга епархии и предоставил ей нынешнее название.
В 1998—2013 гг. ординарием для верующих восточных обрядов в Аргентине (суффраганом которого является епископ епархии Покрова Пресвятой Богородицы) был кардинал Хо́рхе Ма́рио Берго́льо, с 2013 г. — папа Римский Франциск.
В 2010—2011 гг. апостольским администратором епархии Покрова Пресвятой Богородицы был Святослав Шевчук, избранный в 2011 г. предстоятелем Украинской Грекокатолической церкви.

## Ординарии

### Апостольский экзарх для украинских греко-католиков Аргентины
- Андрей Сапеляк, SDB (9 февраля 1968 — 24 апреля 1978)

### Правящие епископы епархии Покрова Пресвятой Богородицы
- Андрей Сапеляк, SDB (24 апреля 1978 — 12 декабря 1997)
- Михаил Микицей, FDP (24 апреля 1999 — 10 апреля 2010)
  - Святослав Шевчук (10 апреля 2010 — 25 марта 2011), апостольский администратор, избран Верховным Архиепископом Киева — Галича
  - Даниил Козлинский (с 22 июня 2011 года), апостольский администратор

## Источник
- Annuario Pontificio, Libreria Editrice Vaticana, Città del Vaticano, 2003, ISBN 88-209-7422-3